# Tylimanthus patagonicus
Tylimanthus patagonicus là một loài rêu trong họ Acrobolbaceae. Loài này được Stephani mô tả khoa học đầu tiên.. Danh pháp khoa học của loài này chưa được làm sáng tỏ. 